# مطار لادي
مطار لادي (إياتا: LTC، إيكاو: FTTH) هو مطار للاستخدام العام يقع بالقرب من لادي في منطقة تانجيلي ، تشاد.

## روابط خارجية
- سجل المطار لمطار La نسخة محفوظة 19 مايو 2018 على موقع واي باك مشين. at في Landings.com